# Chuy García
Jesús G. "Chuy" García (Durango, Mexico, 12 april 1956) is een Amerikaans politicus. Van 1993 tot 1999 zetelde hij namens de Democratische Partij in het Senaat van Illinois. In 2018 won hij de Democratische voorverkiezing om 4e congresdistrict van Illinois te vertegenwoordigen in het Huis van Afgevaardigden. 